# House of M
Dinastia de M (o House of M), és la minisèrie principal d'un crossover homònim format per diversos còmics de l'editorial Marvel Comics. Van ser publicats originàriament a final del 2005 i principi del 2006. Després d'allò que va ocórrer en Avengers Disassembled -a Espanya publicat amb el títol en castellà de Vengadores desunidos-la Bruixa Escarlata (Scarlet Witch) canvia completament la realitat de l'Univers Marvel a un món on els mutants són la raça governant, liderats pel seu pare Magnus.
En la dècada de 1990, els crossovers a Marvel eren peticions dels executius de màrqueting, però durant gran part de la dècada de 2000 ja no es van produir crossovers a Marvel, dirigida per l'editor de Marvel Comics Bill Jemas i l'editor en cap Joe Quesada. En 2005, es va crear un nou paradigma d'esdeveniments per impulsar la indústria, produirien canvis permanents en els personatges i els mateixos fonaments de l'Univers Marvel es veurien alterats per sempre. Durant New X-men els mutants havien crescut en nombre i popularitat, i s'havia estimat que en uns anys la raça humana s'extingiria de manera natural a favor de l'homo superior. Per a este fet va realitzar un dels més sonats crossovers. Va implicar tot l'univers Marvel, fent que en totes les sèries regulars es mostraren en uns números com seria la vida d'estos personatges en la Dinastia de M creada per la Bruixa Escarlata.
La publicació va estar conformada per uns 8 números (4 en la publicació espanyola de l'Editorial Panini, que els publicava de dos en dos), a més de les mencionades intervencions en les altres publicacions. La gran acollida d'aquest crossover va fer que mesos més tard i a conseqüència de la Dinastia de M Marvel publicara un altre gran crossover, Civil War.
Els fets ocorreguts durant la Dinastia de M, transcorren durant 1 dia de l'Univers Marvel normal, on és conegut com el Dia M o Dia de M. Els dies successius amb les conseqüències derivades del Dia M són relatats en les sèries regulars de Marvel amb el sobre nom editorial de Diezmados

## Argument

### Inicis
En els últims dies dels Venjadors la Bruixa escarlata (Wanda Maximoff) va patir una crisi nerviosa després de perdre el control dels seus poders d'alteració de la realitat. En el caos creat per la crisi, els venjadors Ull de Falcó, Home Formiga i La Visió van perdre la vida. Molts dels altres Venjadors van resultar ferits, tant físicament com emocionalment.
Van passar els mesos, els Venjadors d'una banda es van dissoldre i es van tornar a formar però amb menys infraestructura, mentre en les ruïnes de Genosha habita Magneto i el seu fidel amic Charles Xavier que intenten sense èxit que Wanda recupere el seny.
A causa dels escassos èxits de Xavier i del perill que suposa Wanda, Xavier convoca una reunió a la torre Stark, per a decidir què fer amb Wanda. Allí es reunixen:
- El grup principal dels X-men (Astonishing X-men) format per Emma Frost, Ciclop, Beast, Kitty Pryde i Coloso
- Els Nous Venjadors: Capità Amèrica, Spiderman, Iron Man, Luke Cage, El Sentinella i Wolverine.
- Dr. Estrany
- Membres dels antics Venjadors: Henry Pym, Miss Marvel, Sam Wilson (Falcó), Wasp, She-Hulk i l'Home Meravella.

Xavier i el Dr. Estrany han intentat tot per a ajudar Wanda sense èxit i a causa del perill que suposa que no es controle a si mateixa i als seus poders debaten si han de matar-la pel bé de tots.
La reunió s'allarga i no arriben a cap solució per això decidixen anar a Genosha a veure Wanda. Però una vegada allí no detecten ningú, niWanda, ni el seu germà ni el seu pare. De sobte una llum blanca ho cobrix tot i per a quan desapareix la realitat ha canviat.
Ara el món és un lloc dominat pels homo superior, mentre que els humans són uns éssers marginats que viuen en condicions ínfimes.

### Nou Món
En aquest nou món creat per la Bruixa Escarlata pretén donar a tots la vida que sempre han volgut, així sent feliços no tindran problemes per a acceptar esta nova realitat.
Aquest és l'estatus de diversos personatges Marvel en Dinastia de M:
- Magneto i la seua dinastia governen el món. Els seus fills són la Bruixa Escarlata (humana), Quicksilver i Lorna Dane. Wanda té dos fills encara que no s'esmenta el seu pare.
- El Capità Amèrica és un ancià veterà de guerra. No va quedar congelat al final de la Segona Guerra Mundial
- Spiderman està casat amb Gwen Stacy (assassinada, en l'univers Marvel tradicional), té un fill, i el seu oncle Ben encara és viu
- Ciclop i Emma són casats.
- El Dr. Estrany és un psicòleg sense poders.
- Carol Danvers (Ms. Marvel) és el superheroi més volgut d'amèrica, La Capitana Marvel.
- Gambit és un criminal.
- Wolverine, és un dels més alts càrrecs de la guarda roja de Magnus, el més alt poder militar.

Quan el món canvia, Wolverine es troba en una nau de la Guàrdia Roja, encara que manté els seus records de l'altra realitat. Wolverine es dirigix a la Mansió-X per a buscar el professor Xavier, però descobrix que a la mansió no ha viscut mai ningú anomenat Charles Xavier. Llavors es dirigix a les Torres Stark per a buscar els membres de Nous Venjadors, grup a què pertany. Però és segrestat pel Moviment de resistència Humana, liderat per Luke Cage i on es troba amb Hawkeye (qui era mort abans del Dia M). Allí la seua història és confirmada per Miller, una jove que per alguna raó conserva també els records del món anterior, i amb el "poder" de fer que els altres ho recorden també.
Amb la seua ajuda comencen a reclutar diversos herois, als quals fan recordar el món anterior. Creient que Magneto, que en aquesta realitat és el màxim governant, va forçar la seua filla a reformar la realitat, ataquen la seua dinastia per a intentar revertir les coses. No obstant això, el responsable no va ser Magneto, sinó del seu fill Pietro, que li va proposar a la seua germana crear un paradís on tots foren feliços. Magneto mateix, després de veure Miller i recordar el món real, va matar Pietro pel que va fer; però Wanda, ja de tornada en el món real, ho va reviure. Enutjada amb son pare per haver preferit la raça mutant abans que els seus fills durant tota la seua vida, la Bruixa Escarlata torna a modificar la realitat, exceptuant uns pocs centenars, acaba amb tots els mutants del món, tornant-los humans sense poders.

### Món sense mutants
A excepció de Dr. Strange, Emma Frost i els que van ser protegits pels seus poders, ningú més al món recorda el món alternatiu de la "Dinastia de M" ni sap que la realitat va ser alterada. Simplement, per un motiu que roman misteriós, quasi tots els mutants troben de sobte que ja no són mutants.
Magneto i Xavier estan entre els que van perdre els seus poders, mentre que la Bruixa Escarlata s'oculta en algun lloc del món.